# Fusco-Nunatak
Fusco-Nunatak ist ein Nunatak im westantarktischen Ellsworthland. Er ragt in der südöstlichsten Ausdehnung der Heritage Range im Ellsworthgebirge auf. Der Fusco-Nunatak ist der östlichste Gipfel in der Kette der Wilson-Nunatakker (im Geographic Names Information System, der Datenbank des United States Geological Survey, irrtümlich als westlichster Nunatak aufgeführt) und liegt unmittelbar westlich des Hercules Inlet.
Das US-amerikanische Advisory Committee on Antarctic Names benannte ihn 1966 nach Thomas A. Fusco benannt, einem Flugzeugtechniker der United States Navy, der  am 13. Dezember 1965 als Besatzungsmitglied am ersten Flug von der McMurdo-Station zur Plateau-Station beteiligt war.